# Pascal Jansen
Pascal Jansen   (Londres, 27 de gener de 1973) és un entrenador de futbol anglès-neerlandès que va ser entrenador de l'AZ Alkmaar del 2020 al 2024. Va jugar a futbol quan era jove, però la seva carrera es va interrompre a causa d'una lesió al genoll.

## Primers anys
Jansen va néixer a Londres, Anglaterra, fill de Hans Jansen i de Sue Chaloner. El seu pare és un músic neerlandès i la seva mare una cantant de pop anglesa que era membre del duo musical ''Spooky and Sue''. Es va traslladar als Països Baixos a de jove i es va criar a Zaandam. Té la doble nacionalitat holandesa i britànica.

## Carrera de jugador
Jansen va jugar a futbol juvenil a AZ Alkmaar, Ajax, Haarlem i Telstar, però es va retirar a causa d'una lesió al genoll abans de poder debutar professionalment.

## Carrera d'entrenador
Jansen va passar els seus primers anys de carrera entrenant als Països Baixos a Haarlem, Vitesse i Sparta Rotterdam, i als Emirats Àrabs Units amb Al Jazira i Al Wahda.
Jansen va treballar com a entrenador al PSV entre el 2013 i el 2018, i va ser entrenador del seu equip juvenil entre juliol de 2015 i juny de 2017. Es va traslladar a l'AZ Alkmaar per treballar com a entrenador el juliol de 2018, abans de ser ascendit a entrenador el desembre de 2020, amb contracte fins al final de la temporada. Va deixar el club el gener de 2024, sent acomiadat després d'evitar per poc un disgust a la Copa contra els Quick Boys.